# جورج واشنطن كاتر
جورج واشنطن كاتر (بالإنجليزية: George Washington Cutter)‏ هو محامي وشاعر أمريكي، ولد في 1801، وتوفي في 1865 في واشنطن العاصمة في الولايات المتحدة.